# Jinxu Xiahou
Jinxu Xiahou (eigentlich Xiahou Jinxu, chinesisch 夏侯金旭, Pinyin Xiàhóu Jīnxù; * 1990 in Zibo, Provinz Shandong, Volksrepublik China) ist ein chinesischer Opernsänger (Tenor).

## Biografie
Jinxu Xiahou studierte ab dem Jahr 2008 am Zentralkonservatorium für Musik in Peking (China). Seit 2015 studiert er im Master an der Universität für Musik und darstellende Kunst Wien bei Florian Boesch. Sein Europadebüt gab er im Jahr 2010 in Zürich, als er bei der jährlichen Classic Night auftrat.
Im Jahr 2012 debütierte er an der Wiener Staatsoper und sang bisher u. a. Nemorino (L’elisir d’amore), Rodolfo (La Bohème), Don Ramiro (La Cenerentola), Conte d’Almaviva (Il barbiere di Siviglia), Ernesto (Don Pasquale), Don Ottavio (Don Giovanni), Malcolm und Macduff (Macbeth), Fenton (Falstaff), Sänger (Der Rosenkavalier), Sänger (Capriccio), Stimme des Seemanns (Tristan und Isolde), Cassio, Rodrigo (Otello), Ismaela und Abdallo (Nabucco), Bote (Aida), Jude und Naraboth (Salome), Fetodik (Drei Schwestern), Antonio (The Tempest).
Sein Debüt im Wiener Musikverein gab er im Mai 2017 mit einem Liederabend mit Liedern von Schubert und Strauss sowie mit Werken von Tosti, Rossini und Leoncavallo.
Im Juni 2018 wirkte er unter der Leitung von Marco Armiliato beim Galakonzert von Edita Gruberová an der Wiener Staatsoper mit.
Jinxu Xiahou ist Ensemblemitglied der Wiener Staatsoper, wo er in der Spielzeit 2018/19 in verschiedenen Rollen zu hören war.

## Auszeichnungen
- 2011: Dritter Platz beim Internationalen Gesangswettbewerb Neue Stimmen[3]